# Erlangea misera
Erlangea misera là một loài thực vật có hoa trong họ Cúc. Loài này được (Oliv. & Hiern) S.Moore mô tả khoa học đầu tiên năm 1902.